# Ceratina guarnacciana
Ceratina guarnacciana är en biart som beskrevs av Genaro 1998. Ceratina guarnacciana ingår i släktet märgbin, och familjen långtungebin. Inga underarter finns listade i Catalogue of Life.

## Bildgalleri

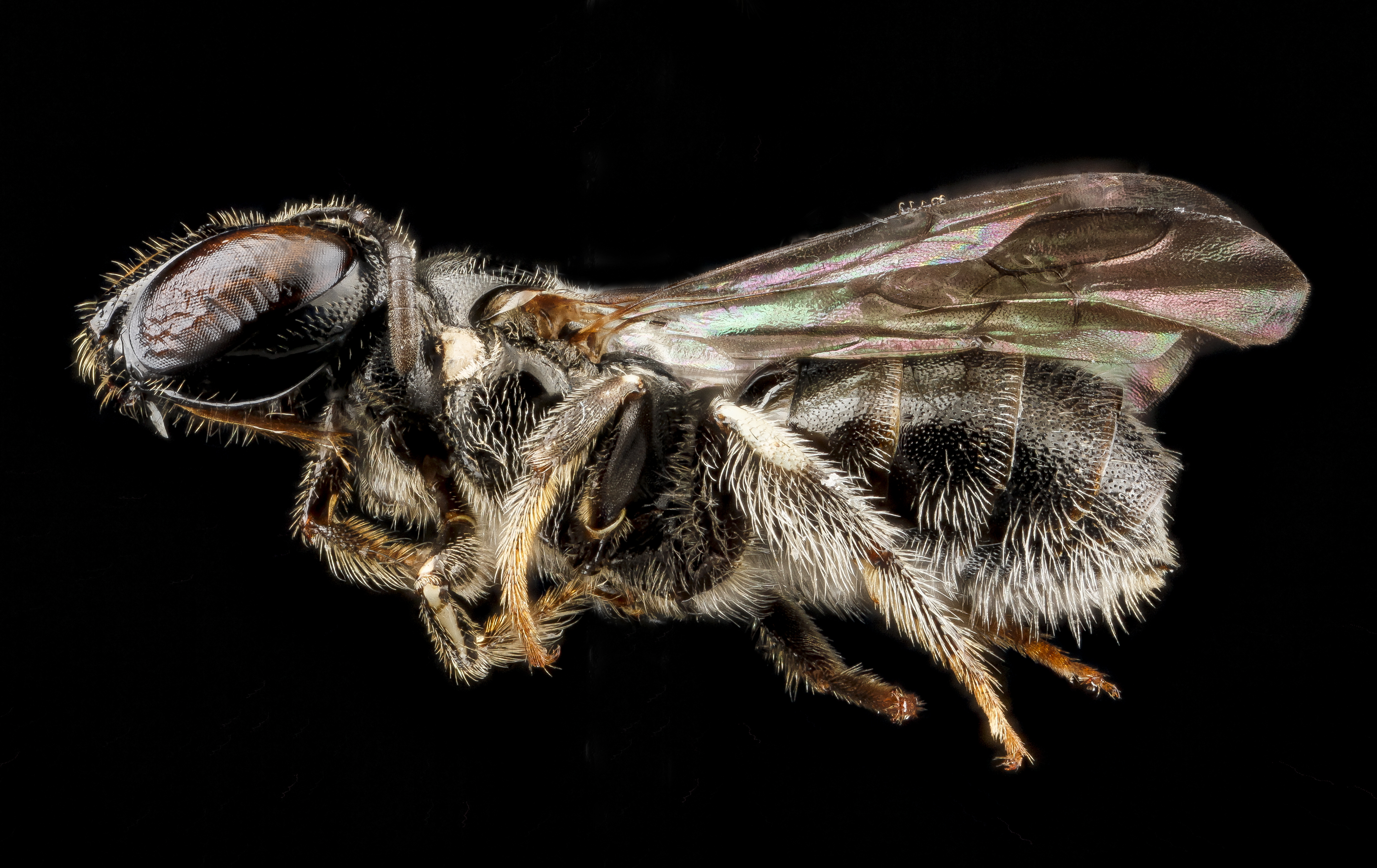